# Coupe des géants de la CONCACAF
La Coupe des géants de la CONCACAF  est une ancienne compétition de football organisée par la CONCACAF et réunissant des clubs d'Amérique du Nord, d'Amérique centrale, et des Caraïbes, disputée en 2001. 
La coupe réunit les clubs de la CONCACAF ayant la meilleure affluence dans leur championnat national. Elle est remportée par le club mexicain du Club América. Les finalistes devaient se qualifier pour la Coupe des clubs de la CONCACAF, une compétition réunissant huit équipes de la Coupe des champions de la CONCACAF et de la Coupe des géants se disputant chaque janvier, le gagnant se qualifiant pour la Coupe du monde des clubs de la FIFA. Cette idée est abandonnée et le Club América ainsi que DC United, finalistes, sont reversés en Coupe des champions de la CONCACAF 2002.

## Clubs participants
Zone nord-américaine
- Club América
- CD Guadalajara
- D.C. United
- Columbus Crew

Zone centre-américaine
- Deportivo Saprissa
- CD Motagua
- CSD Municipal
- CSD Comunicaciones
- CD Águila
- Alianza FC

Zone caribéenne
- SV Transvaal
- Arnett Gardens F.C.

## Déroulement de la compétition

### Tour préliminaire
| 4 mars 2001 | Transvaal   | 1 - 1 | Arnett Gardens | André Kamperveen Stadion, Paramaribo |                            |
| 15:00       | Kijansi 31e |       | Neil 63e       | Arbitrage : Urvin Faneijte           | Arbitrage : Urvin Faneijte |

| 7 mars 2001 | Comunicaciones                  | 4 - 0 | Motagua | Estadio Mateo Flores, Guatemala |                         |
| 20:00       | Torres 15e 31e 39e · Machón 44e |       |         | Arbitrage : Olger Mejía         | Arbitrage : Olger Mejía |

| 7 mars 2001 | Aguila      | 1 - 3 | Municipal                   | Estadio Juan Francisco Barraza, San Miguel |                            |
| 15:00       | Sampaio 72e |       | Acevedo 11e 69e · Pérez 64e | Arbitrage : Roberto Moreno                 | Arbitrage : Roberto Moreno |

| 7 mars 2001 | Alianza    | 1 - 5 | Saprissa                                                | Estadio Ricardo Saprissa Aymá, San José |                           |
| 12:00       | Larrea 45e |       | Campos 33e · Fonseca 58e 83e · Vieira 67e · Centeno 87e | Arbitrage : Hugo Castillo               | Arbitrage : Hugo Castillo |

| 9 mars 2001 | Saprissa | 0 - 0 | Alianza | Estadio Ricardo Saprissa Aymá, San José |                             |
| 20:00       |          |       |         | Arbitrage : Marcio Carranza             | Arbitrage : Marcio Carranza |

| 11 mars 2001 | Arnett Gardens                                        | 5 - 1 | Transvaal    | Tony Spaulding Sports Complex, Kingston |                        |
| 15:00        | Shedden 15e 77e · Neil 60e · Smith 88e · Chin-Sue 90e |       | Reingoud 32e | Arbitrage : Mervin Lee                  | Arbitrage : Mervin Lee |

| 14 mars 2001 | Motagua       | 1 - 1 | Comunicaciones | Estadio Tiburcio Carías Andino, Tegucigalpa |                             |
| 19:30        | Caraballo 42e |       | Machón 15e     | Arbitrage : Neftalí Recinos                 | Arbitrage : Neftalí Recinos |

| 14 mars 2001 | Municipal   | 1 - 1 | Aguila       | Estadio Mateo Flores, Guatemala |                              |
| 20:00        | Martins 79e |       | Ponciano 74e | Arbitrage : Vivian Rodríguez    | Arbitrage : Vivian Rodríguez |

### Phase finale
|  | Quarts de finale            | Quarts de finale   | Quarts de finale         | Quarts de finale   |                    |                    | Demi-finales             | Demi-finales             | Demi-finales                  | Demi-finales                  |                               |                               | Finale                   | Finale                   | Finale                   | Finale                   |
|  |                             |                    |                          |                    |                    |                    |                          |                          |                               |                               |                               |                               |                          |                          |                          |                          |
|  | 4 et 11 avril 2001          | 4 et 11 avril 2001 | 4 et 11 avril 2001       | 4 et 11 avril 2001 |                    |                    | 3 août 2001, Los Angeles | 3 août 2001, Los Angeles | 3 août 2001, Los Angeles      | 3 août 2001, Los Angeles      |                               |                               | 5 août 2001, Los Angeles | 5 août 2001, Los Angeles | 5 août 2001, Los Angeles | 5 août 2001, Los Angeles |
|  | 4 et 11 avril 2001          | 4 et 11 avril 2001 | 4 et 11 avril 2001       | 4 et 11 avril 2001 |                    |                    | 3 août 2001, Los Angeles | 3 août 2001, Los Angeles | 3 août 2001, Los Angeles      | 3 août 2001, Los Angeles      |                               |                               | 5 août 2001, Los Angeles | 5 août 2001, Los Angeles | 5 août 2001, Los Angeles | 5 août 2001, Los Angeles |
|  | Arnett Gardens              | Arnett Gardens     | 0                        | 1                  |                    |                    | 3 août 2001, Los Angeles | 3 août 2001, Los Angeles | 3 août 2001, Los Angeles      | 3 août 2001, Los Angeles      |                               |                               | 5 août 2001, Los Angeles | 5 août 2001, Los Angeles | 5 août 2001, Los Angeles | 5 août 2001, Los Angeles |
|  | Arnett Gardens              | Arnett Gardens     | 0                        | 1                  |                    |                    | 3 août 2001, Los Angeles | 3 août 2001, Los Angeles | 3 août 2001, Los Angeles      | 3 août 2001, Los Angeles      |                               |                               | 5 août 2001, Los Angeles | 5 août 2001, Los Angeles | 5 août 2001, Los Angeles | 5 août 2001, Los Angeles |
|  | DC United                   | DC United          | 3                        | 2                  |                    |                    | 3 août 2001, Los Angeles | 3 août 2001, Los Angeles | 3 août 2001, Los Angeles      | 3 août 2001, Los Angeles      |                               |                               | 5 août 2001, Los Angeles | 5 août 2001, Los Angeles | 5 août 2001, Los Angeles | 5 août 2001, Los Angeles |
|  | DC United                   | DC United          | 3                        | 2                  | DC United          | DC United          | 2                        | 2                        |                               |                               |                               |                               | 5 août 2001, Los Angeles | 5 août 2001, Los Angeles | 5 août 2001, Los Angeles | 5 août 2001, Los Angeles |
|  | 25 juillet et 1er août 2001 |                    |                          |                    | DC United          | DC United          | 2                        | 2                        |                               |                               |                               |                               | 5 août 2001, Los Angeles | 5 août 2001, Los Angeles | 5 août 2001, Los Angeles | 5 août 2001, Los Angeles |
|  |                             |                    | CSD Comunicaciones       | CSD Comunicaciones | 1                  | 1                  |                          |                          |                               |                               |                               |                               | 5 août 2001, Los Angeles | 5 août 2001, Los Angeles | 5 août 2001, Los Angeles | 5 août 2001, Los Angeles |
|  | CSD Comunicaciones          | CSD Comunicaciones | CSD Comunicaciones       | CSD Comunicaciones | 1                  | 1                  | 3                        | 1                        |                               |                               |                               |                               | 5 août 2001, Los Angeles | 5 août 2001, Los Angeles | 5 août 2001, Los Angeles | 5 août 2001, Los Angeles |
|  | CSD Comunicaciones          | CSD Comunicaciones | 3 août 2001, Los Angeles |                    |                    |                    | 3                        | 1                        |                               |                               |                               |                               | 5 août 2001, Los Angeles | 5 août 2001, Los Angeles | 5 août 2001, Los Angeles | 5 août 2001, Los Angeles |
|  | Guadalajara                 | Guadalajara        | 1                        | 1                  |                    |                    |                          |                          |                               |                               |                               |                               | 5 août 2001, Los Angeles | 5 août 2001, Los Angeles | 5 août 2001, Los Angeles | 5 août 2001, Los Angeles |
|  | Guadalajara                 | Guadalajara        | 1                        | 1                  | DC United          | DC United          | 0                        | 0                        |                               |                               |                               |                               |                          |                          |                          |                          |
|  | 8 et 31 juillet 2001        |                    |                          |                    | DC United          | DC United          | 0                        | 0                        |                               |                               |                               |                               |                          |                          |                          |                          |
|  |                             |                    | América                  | América            | 2                  | 2                  |                          |                          |                               |                               |                               |                               |                          |                          |                          |                          |
|  | CSD Municipal               | CSD Municipal      | América                  | América            | 2                  | 2                  | 0                        | 1                        |                               |                               |                               |                               |                          |                          |                          |                          |
|  | CSD Municipal               | CSD Municipal      |                          |                    |                    |                    |                          |                          |                               |                               |                               |                               |                          |                          |                          |                          |
|  | América                     | América            | 1                        | 2                  |                    |                    |                          |                          |                               |                               |                               |                               |                          |                          |                          |                          |
|  | América                     | América            | 1                        | 2                  | América            | América            | 2                        | 2                        | Match pour la troisième place | Match pour la troisième place | Match pour la troisième place | Match pour la troisième place |                          |                          |                          |                          |
|  | 4 et 11 avril 2001          |                    |                          |                    | América            | América            | 2                        | 2                        | Match pour la troisième place | Match pour la troisième place | Match pour la troisième place | Match pour la troisième place |                          |                          |                          |                          |
|  |                             |                    | Deportivo Saprissa       | Deportivo Saprissa | 1                  | 1                  |                          |                          | 5 août 2001, Los Angeles      | 5 août 2001, Los Angeles      | 5 août 2001, Los Angeles      | 5 août 2001, Los Angeles      |                          |                          |                          |                          |
|  | Deportivo Saprissa          | Deportivo Saprissa | Deportivo Saprissa       | Deportivo Saprissa | 1                  | 1                  | 2                        | 1                        | 5 août 2001, Los Angeles      | 5 août 2001, Los Angeles      | 5 août 2001, Los Angeles      | 5 août 2001, Los Angeles      |                          |                          |                          |                          |
|  | Deportivo Saprissa          | Deportivo Saprissa |                          |                    |                    |                    |                          | 1                        |                               |                               | Deportivo Saprissa            | Deportivo Saprissa            | 3                        | 3                        |                          |                          |
|  | Columbus Crew               | Columbus Crew      | 0                        | 1                  |                    |                    |                          |                          |                               |                               | Deportivo Saprissa            | Deportivo Saprissa            | 3                        | 3                        |                          |                          |
|  | Columbus Crew               | Columbus Crew      | 0                        | 1                  | CSD Comunicaciones | CSD Comunicaciones | 1                        | 1                        |                               |                               |                               |                               |                          |                          |                          |                          |
|  |                             |                    |                          |                    |                    |                    |                          |                          |                               |                               |                               |                               |                          |                          |                          |                          |